# Kim Veerabuthroo Nordberg
Kim Michael Veerabuthroo Nordberg, ursprungligen Nordberg, född 23 februari 1979 i Helga Trefaldighets församling i Uppsala län, är en svensk kulturjournalist, bosatt i Stockholm.
Han är programledare för Kulturnyheterna i Sveriges Television. Han satt tidigare i redaktionen för Magasinet Novell, har även varit programledare för Nya vågen och Kulturnytt i Sveriges Radio samt medverkat i Studentradion 98,9.